# Redemption (film fra 1917)
Redemption er en amerikansk stumfilm fra 1917 af Joseph A. Golden og Julius Steger.

## Medvirkende
- Evelyn Nesbit som Alice Loring
- Russell Thaw som Harry Loring
- Charles Wellesley som Stephen Brooks
- Mary Hall
- William Clark som Robert